# Ailton Graça
Ailton Graça (9 de septiembre de 1964) es un actor brasileño, de cine y televisión, y ha recibido varios premios debido a sus participaciones en diferentes telenovelas, series y películas.

## Filmografía

### Televisión
| Año  | Título                      | Personaje                        |
| ---- | --------------------------- | -------------------------------- |
| 2003 | A Diarista                  | Valdir                           |
| 2005 | Carandiru, Outras Histórias | Majestade                        |
| 2005 | América                     | José Feitosa                     |
| 2006 | Cobras & Lagartos           | Ramires Miranda Café             |
| 2007 | Siete pecados               | Barão                            |
| 2008 | Três Irmãs                  | Jacaré                           |
| 2008 | Casos e Acasos              | Denis / Ricardo                  |
| 2009 | A Grande Família            | Alberto                          |
| 2009 | Cuna de gato                | José Sebastião dos Santos (Tião) |
| 2010 | Na Forma da Lei             | Delegado Moreira                 |
| 2010 | As Cariocas                 | Djalma                           |
| 2010 | Malhação                    | Seu Pintinho                     |
| 2012 | Avenida Brasil              | Paulo Silas                      |
| 2013 | Flor del Caribe             | Quirino Pereira                  |
| 2014 | O Caçador                   | Delegado Lopes                   |
| 2014 | Imperio                     | Xana Summer (Adalberto da Silva) |
| 2015 | Totalmente Diva             | Florisval                        |

### Cine
- 2003 - Carandiru - Majestade
- 2004 - Nina - Policial
- 2005 - Tapete Vermelho - Mané Charreteiro
- 2005 - Meu Tio Matou um Cara - Laerte
- 2006 - Segurança Nacional - Daniel
- 2006 - Muito Gelo e Dois Dedos D'Água - Sargento Nelson
- 2006 - Contra Todos - Waldomiro
- 2006 - Trair e Coçar É Só Começar - Nildomar
- 2006 - Muita Alegria e 40 Graus de Calor
- 2006 - Veias e Vinhos - Uma História Brasileira
- 2007 - Querô - Uma Reportagem Maldita - Brandão
- 2008 - A Guerra dos Rocha - Marcondes
- 2008 - Os Desafinados
- 2009 - Tempos de Paz
- 2009 - Condomínio Jaqueline - Roque
- 2009 - Verônica - Major Diniz
- 2009 - Quanto Dura o Amor? - Zelador
- 2011 - Família Vende Tudo
- 2012 - Finding Josef
- 2012 - Até Que a Sorte nos Separe